# Asociación de Equipos de Fórmula 1
La Asociación de Equipos de Fórmula 1 (en inglés: Formula One Teams Association o FOTA) era una asociación formada por varios equipos de Fórmula 1 que se creó en una reunión en Maranello el 29 de julio de 2008.

## Miembros
La asociación, dirigida por el jefe de McLaren, Martin Whitmarsh, se componía de las siguientes escuderías:
| Nombre      | Nacionalidad | Sede                     |
| ----------- | ------------ | ------------------------ |
| Williams    | Británica    | Grove, Reino Unido       |
| Force India | India        | Silverstone, Reino Unido |
| Mercedes    | Alemana      | Brackley, Reino Unido    |
| McLaren     | Británica    | Woking, Reino Unido      |
| Renault     | Francesa     | Enstone, Reino Unido     |
| Toro Rosso  | Italiana     | Faenza, Italia           |
| Sauber      | Suiza        | Hinwil, Suiza            |
| Virgin      | Rusa         | Dinnington, Reino Unido  |
| Lotus       | Malasia      | Hingham, Reino Unido     |

## Propósitos
Entre los objetivos de esta nueva asociación figuraban los de un reparto más equitativo de los ingresos por los derechos de televisión y comerciales, así como el sugerir a la FIA propuestas para reducir los costes y aumentar el «espectáculo».
Esta nueva organización le da a los equipos una sola voz en sus conversaciones con la FIA en relación con el futuro de la Fórmula 1. Encabezada por el presidente de Ferrari, Luca di Montezemolo, la primera tarea de FOTA será negociar los términos del nuevo acuerdo de la concordia, el contrato comercial que rige el campeonato.

## Disolución
El grupo se disolvió en 2014, tras constatar problemas de financiación así como injerencias externas y disimilitudes entre varias escuderías, en su lugar nació la F1 Strategy Group.